# Gil Alcalá
Gil Esaul Alcalá Barba (ur. 29 lipca 1992 w Tepatitlán de Morelos) – meksykański piłkarz występujący na pozycji bramkarza, od 2025 roku zawodnik Atlético La Paz.